# Megalopelma nigroclavatum
Megalopelma nigroclavatum är en tvåvingeart som först beskrevs av Gabriel Strobl 1910.  Megalopelma nigroclavatum ingår i släktet Megalopelma, och familjen svampmyggor. Arten är reproducerande i Sverige.